# Gaius Marius (Pseudo-Marius)
Gaius Marius, genannt Falscher Marius oder Pseudo-Marius († April 44 v. Chr.) war ein Betrüger, der sich für einen Enkel des berühmten siebenmaligen römischen Konsuls Gaius Marius ausgab. Er wurde auf Befehl von Marcus Antonius hingerichtet.

## Leben
Der falsche Marius stammte laut dem römischen Geschichtsschreiber Titus Livius aus niedrigsten Verhältnissen. Er übte nach den Angaben von Valerius Maximus den Beruf eines Augenarztes aus. Laut dem Historiker Appian hieß er in Wirklichkeit Amatius, während ihn Valerius Maximus Herophilus nennt. Der Althistoriker Friedrich Münzer hält es für möglich, dass der falsche Marius ein ehemaliger Sklave war, der als Arzt nach einem bekannten Vertreter seines Berufs, nämlich dem um 300 v. Chr. in Alexandria wirkenden Anatom Herophilos von Chalkedon benannt wurde und bei der Freilassung wie allgemein üblich den Namen seines vormaligen Herrn annahm.
Als der Diktator Gaius Iulius Caesar 45 v. Chr. auf der Iberischen Halbinsel die verbliebenen Pompeianer bekämpfte, trat der falsche Marius erstmals in Italien auf und behauptete, der Sohn von Gaius Marius dem Jüngeren und damit der Enkel des gleichnamigen Germanenbezwingers sowie mütterlicherseits der Enkel des bedeutenden Redners Lucius Licinius Crassus zu sein. Daher sei er auch mit Caesar verwandt, da dessen Tante Iulia die Gemahlin des älteren Marius gewesen war. Er fand viel Zulauf beim einfachen Volk und wurde von mehreren Veteranensiedlungen und Munizipalstädten, die ihm seine angebliche Verwandtschaft mit Marius abnahmen, zum Schutzherrn gewählt. Mit der Bitte um Unterstützung nahm er im Mai 45 v. Chr. auch Kontakt zum Redner Marcus Tullius Cicero auf, der ihn aber mit der Bemerkung abwimmelte, er solle sich an seinen Verwandten und nunmehrigen Souverän Caesar wenden.
Sogar an die tatsächlichen Verwandten des Diktators machte sich der falsche Marius heran und fand bei einigen weiblichen Familienangehörigen auch Anerkennung, nicht jedoch bei Atia, der Mutter des damals erst 18-jährigen Gaius Octavius (und späteren Kaisers Augustus). Dieser war auf den spanischen Kriegsschauplatz gereist, später nach Rom vorausgeschickt worden und somit vor seinem Großonkel Caesar zurückgekehrt. Auf dem Ianiculum stieß er auf den von zahlreichen Anhängern begleiteten politischen Abenteurer, der von ihm ebenfalls Anerkennung verlangte. Doch Octavian verhielt sich vorsichtig hinhaltend und verwies auf Caesar, dem als Familienoberhaupt das letzte Urteil obliege. Auch nach Caesars Rückkehr nach Italien zog der angebliche Marius immer noch große Menschenmengen an, von denen er sich verehren ließ. Er wurde daraufhin im Herbst 45 v. Chr. auf Befehl des Diktators in die Verbannung geschickt.
Kaum war Caesar an den Iden des März (15. März 44 v. Chr.) einem Attentat zum Opfer gefallen, kehrte der Betrüger nach Rom zurück und sicherte sich wieder eine große aus dem Stadtvolk stammende Anhängerschar. Sein erneutes Auftreten erwähnt Cicero in drei Mitte April verfassten Briefen. Da der falsche Marius aufgrund seines von ihm behaupteten Stammbaums mit dem getöteten Diktator verwandt war, spielte er nun dessen Rächer. Mit seinen gewaltbereiten Gefolgsleuten stellte er eine Gefahr für die Caesarmörder dar, insbesondere für die Hauptverschwörer Gaius Cassius Longinus und Marcus Iunius Brutus. Am Ort der Feuerbestattung des Diktators ließ er einen Altar errichten und Caesar als neuen Gott kultisch verehren. Daraufhin wurde er auf Anordnung des gegen den Missbrauch von Caesars Andenken vorgehenden Konsul Marcus Antonius etwa Mitte April 44 v. Chr. ergriffen und ohne Gerichtsverfahren erdrosselt. Die Senatoren waren mit dieser Vorgehensweise ausdrücklich einverstanden, weil die Bedrohung für die Caesarmörder damit vorbei war. Die Anhänger des hingerichteten Scharlatans waren jedoch erzürnt, rotteten sich zusammen und verlangten von den Behörden, dass auf dem vom falschen Marius errichteten Altar für Caesar weiterhin geopfert werden solle. Sie wurden aber von Antonius’ Truppen vertrieben. Einige Statuen des Diktators waren zuvor von ihren Sockeln gerissen und in verschiedenen Läden zerstört worden, und diese Läden wollten nun die gewalttätigen Anhänger des falschen Marius niederbrennen, woran sie wiederum von den Bewaffneten des Konsuls gehindert wurden. Bei diesem Aufruhr kamen mehrere Menschen ums Leben. Von den dingfest gemachten Brandstiftern mussten die aus dem Sklavenstand stammenden den Tod am Kreuz erleiden, während die Freien vom Tarpeischen Felsen gestürzt wurden. So unterdrückte Antonius den Aufruhr äußerst blutig und machte sich dadurch bei vielen Angehörigen der unteren Volksschichten verhasst.